# Copa Interamericana 1998
La Copa Interamericana 1998 est la 18e et dernière édition de la Copa Interamericana. Cet affrontement oppose le club brésilien du CR Vasco da Gama, vainqueur de la Copa Libertadores 1998 au D.C. United, club américain, vainqueur de la Coupe des champions de la CONCACAF 1998. 
Les rencontres ont lieu le 14 novembre 1998 et le 5 décembre 1998. Il est à signaler que les deux matchs ont lieu aux États-Unis.
Le D.C. United remporte cette dernière édition sur le score cumulé de 2-1.

## Contexte
Le CR Vasco da Gama dispose en finale du Barcelona Sporting Club (2-0 puis 2-1) pour remporter la Copa Libertadores 1998 ce qui est leur premier succès dans cette épreuve.
Pour sa part, le D.C. United a battu 1-0 en finale le Club Toluca pour remporter la Coupe des champions de la CONCACAF 1998. C'est le premier trophée international pour le club.

## Match aller
| 14 novembre 1998 | D.C. United | 0 - 1 | CR Vasco da Gama | RFK Memorial Stadium, Washington |                      |
|                  |             |       | 69e Felipe       | Spectateurs : 25 000             | Spectateurs : 25 000 |
|                  | Rapport     |       |                  | Spectateurs : 25 000             | Spectateurs : 25 000 |

| D.C. United :  |                   |  |
| Gardien de but | Tom Presthus (en) |  |
| D              | Eddie Pope        |  |
| D              | Carlos Llamosa    |  |
| D              | Jeff Agoos        |  |
| D              | Tony Sanneh       |  |
| M              | John Harkes       |  |
| M              | Richie Williams   |  |
| M              | Ben Olsen         |  |
| M              | Marco Etcheverry  |  |
| A              | Jaime Moreno      |  |
| A              | Roy Lassiter      |  |
| Entraîneur :   |                   |  |
| Bruce Arena    |                   |  |

| CR Vasco da Gama : |                                           |  |
| Gardien de but     | Carlos Germano                            |  |
| D                  | Flavinho                                  |  |
| D                  | Odvan                                     |  |
| D                  | Leonardo Henrique Peixoto dos Santos (en) |  |
| D                  | Luís Carlos Quintanilha                   |  |
| M                  | Felipe                                    |  |
| M                  | Nasa                                      |  |
| A                  | Osmar Donizete                            |  |
| A                  | Giancarlo Dias Dantas (pt)                |  |
| A                  | Guilherme                                 |  |
| A                  | Luizão                                    |  |
| Entraîneur :       |                                           |  |
| Antônio Lopes      |                                           |  |

## Match retour
| 5 décembre 1998 | CR Vasco da Gama | 0 - 2 | D.C. United           | Lockhart Stadium, Fort Lauderdale             |                                               |
|                 |                  |       | 34e Sanneh · 77e Pope | Spectateurs : 7 283 Arbitrage : Carlos Batres | Spectateurs : 7 283 Arbitrage : Carlos Batres |
|                 | Rapport          |       |                       | Spectateurs : 7 283 Arbitrage : Carlos Batres | Spectateurs : 7 283 Arbitrage : Carlos Batres |

| CR Vasco da Gama : |                         |     |     |
| Gardien de but     | Carlos Germano          |     |     |
| D                  | Flavinho                |     | 80e |
| D                  | Odvan                   |     |     |
| D                  | Mauro Geraldo Galvão    |     |     |
| D                  | Luís Carlos Quintanilha |     |     |
| M                  | Felipe                  |     |     |
| M                  | Nasa                    | 70e |     |
| M                  | Juninho Pernambucano    |     | 46e |
| A                  | Osmar Donizete          |     |     |
| A                  | Vágner Rogério Nunes    |     |     |
| A                  | Luizão                  | 7e  | 46e |
| Remplaçants :      |                         |     |     |
| A                  | Guilherme               |     | 46e |
| M                  | Claudemir Vítor (pt)    |     | 46e |
| D                  | Maurieho                |     | 80e |
| Entraîneur :       |                         |     |     |
| Antônio Lopes      |                         |     |     |

| D.C. United :  |                    |     |     |
| Gardien de but | Scott Garlick (en) |     |     |
| D              | Eddie Pope         |     |     |
| D              | Carlos Llamosa     |     |     |
| D              | Jeff Agoos         |     |     |
| D              | Tony Sanneh        |     |     |
| M              | John Harkes        |     |     |
| M              | Richie Williams    | 62e |     |
| M              | Ben Olsen          | 59e |     |
| M              | Marco Etcheverry   | 15e |     |
| A              | Jaime Moreno       |     |     |
| A              | Roy Lassiter       |     | 88e |
| Remplaçants :  |                    |     |     |
| M              | Geoff Aunger       |     | 88e |
| Entraîneur :   |                    |     |     |
| Bruce Arena    |                    |     |     |